# Rolf Dahlgren
Rolf Martin Theodor Dahlgren (1932 -  1987) foi um botânico sueco, autor da classificação de Dahlgren, uma das grandes classificações clássicas das plantas com flor (Angiospermas).